# Hàtim ibn Hàrthama
Hàtim ibn Hàrthama fou un governador abbàssida, fill de Hàrthama ibn Àyan. Va servir els abbàssides lleialment quasi fins al final i va ocupar diversos càrrecs.
El 810 fou nomenat governador d'Egipte amb atribucions fiscals i religioses. Coneixia la província perquè hi havia servit com a cap de la policia (sahib al-shurfa) durant el govern del seu pare al territori (794-795). Va arribar a Bilbays, va imposar el kharadj o tribut de la terra als àrabs que s'hi oposaven al delta oriental (regió d'Hawi) i va entrar a al-Fustat l'11 de juliol del 810. Llavors va començar la guerra civil entre al-Amin i al-Mamun i com que el seu pare Harthama era partidari del segon, Al-Amin el va revocar com a governador, deixant Egipte el març del 811.
Va ser després governador (ostikan) d'Armènia al costat del príncep Asoci IV Bagratuní vers 815-817, amb seu a Bardaa, ja que Dvin estava ocupada per Abd-al-Màlik ibn Djahap. El 816 quan el seu pare fou fet presoner pel visir de Bagdad al-Fadl ibn Sahl ibn Zadhanfarukh, amb coneixement del califa, i assassinat pocs dies després, Hatim es va revoltar, i va convocar a tots els notables àrabs, armenis i kurds, però va morir abans de poder consolidar el moviment, mentre feia els preparatius. La seva rebel·lió el 816, va ser l'element que va fer decidir a Babak a iniciar la seva revolta a Al-Badhdh. La rebel·lió de Hàtim no va prosperar a causa de la seva sobtada mort, però la de Babak es va estendre ràpidament.